# Lipany
Lipany é uma cidade da Eslováquia, situada no distrito de Sabinov, na região de Prešov. Tem 12,65 km² de área e sua população em 2018 foi estimada em 6.542 habitantes.

## Demografia
| Ano:        | 1994 | 2004   | 2014   | 2024   |
| ----------- | ---- | ------ | ------ | ------ |
| Broj ljudi: | 5800 | 6302   | 6422   | 6450   |
| Razlika:    |      | +8,65% | +1,90% | +0,43% |

| Ano:               | 2023 | 2024   |
| ------------------ | ---- | ------ |
| Número de pessoas: | 6451 | 6450   |
| Diferença:         |      | -0,01% |